# Ahnfeldstraße 107

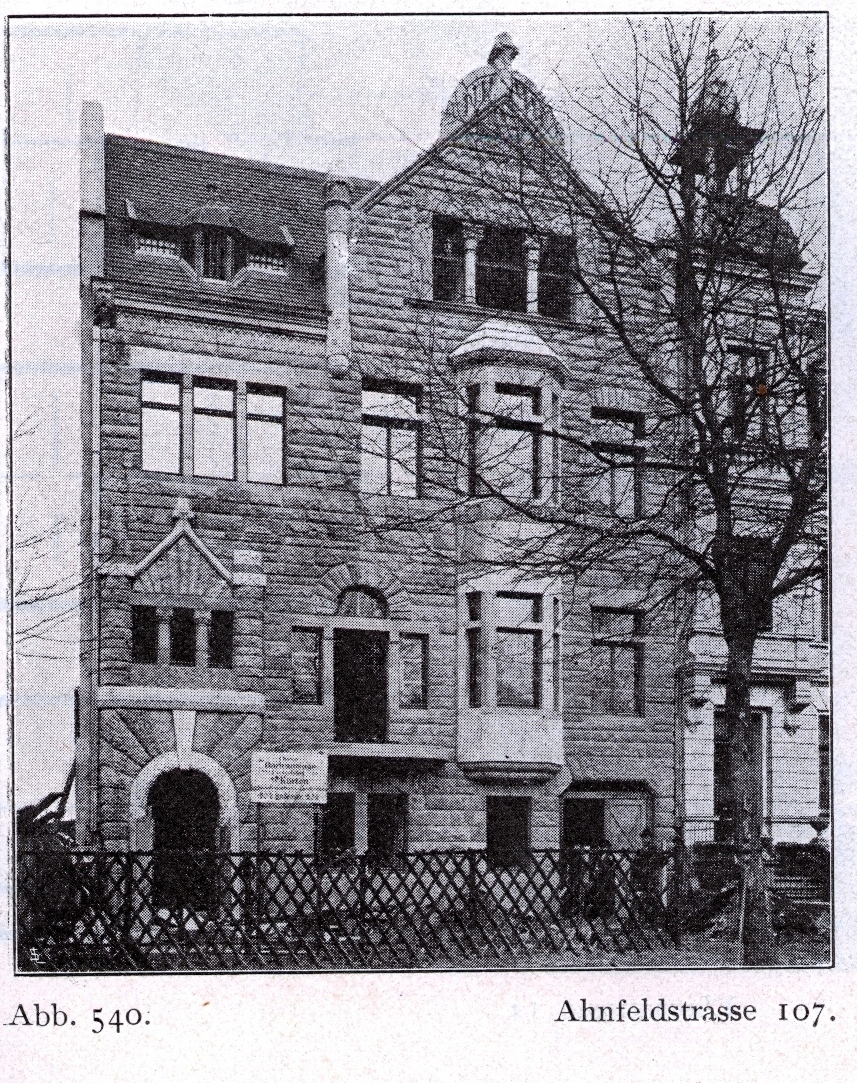
Wohnhaus Ahnfeldstraße 107, Straßenseite

Das Wohnhaus Ahnfeldstraße 107 im Düsseldorfer Stadtteil Düsseltal wurde vor 1904 von dem Architekten Hermann vom Endt im Materialstil der Reformarchitektur mit sparsamem Jugendstildekor errichtet. Das Haus ist nicht erhalten.

## Beschreibung
Das Gebäude war dreieinhalbgeschossig bei einer Straßenfront von 12,50 m Länge. Die Fassade war in vier Achsen gegliedert. Drei Achsen wurden durch einen Giebel bekrönt. Die stark bossierte Werksteinfassade war stilistisch verwandt mit vom Endts Geschäftshaus Kasernenstraße 63. Der rundbogige Haupteingang befand sich in der linken Achse und setzte sich im 1. Obergeschoss in einer übergiebelten Vorlage fort. Ein zweigeschossiger Erker dominierte die Fassade.
Im Erdgeschoss befand sich auf der linken Seite der Eingangsbereich, der den Zugang zu zwei an der Straßenfront befindlichen Räumen – Herrenzimmer und Salon – ermöglichte. Im Erdgeschoss befanden sich auch der Lichthof, das Garderobenzimmer, die Diele, das Wohn- und Speisezimmer und der Wintergarten. Im Obergeschoss befanden sich zwei Zimmer an der Vorderseite, wobei eines der Zimmer durch einen erkerartigen Ausbau erweitert wurde.
Die Grundriss-Idee entwickelte vom Endt in einem anderen Wohnhaus weiter: „In der Anlage des Hauses Schäferstraße 10 bringt Architekt H. vom Endt eine Vervollkommung des Grundrisses seines vorerwähnten Hauses Ahnfeldstraße 107“.
Der südöstlich der Rethelstraße gelegene Teil der Ahnfeldstraße wurde später in Achenbachstraße umbenannt. Sofern die Häuser dabei nicht (wie der Rest der Ahnfeldstraße) umnummeriert wurden, lag bzw. liegt das Grundstück mit der Hausnummer 107 südlich der Einmündung der Herderstraße gegenüber dem Schillerplatz. Eigentümer und Bewohner des Hauses Achenbachstraße 107 war in den 1920er Jahren Ernst Knackstedt (1862–1930), der Generaldirektor des Stahlbau-Unternehmens Hein, Lehmann & Co.